# Капельмейстер

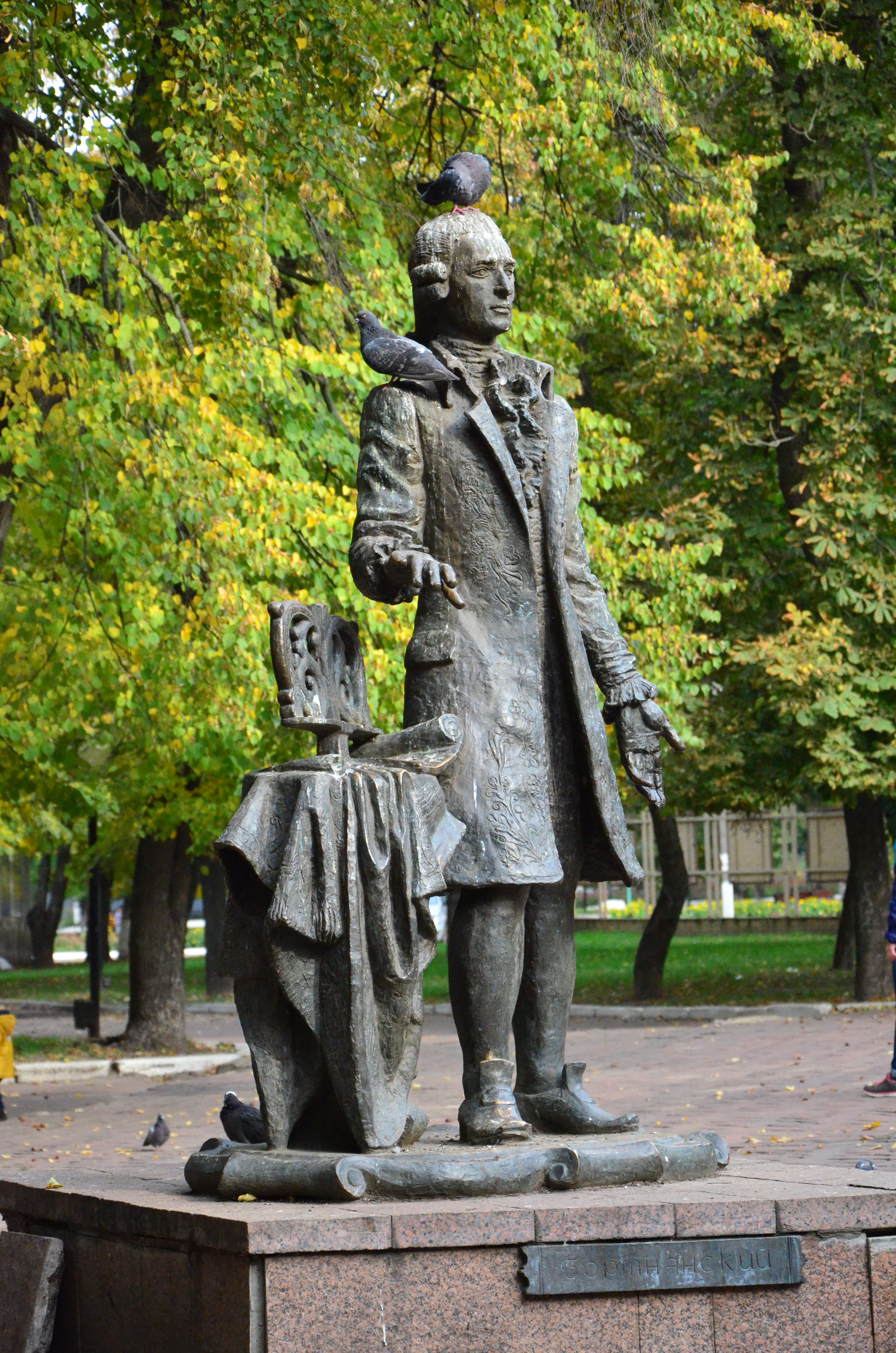
Пам'ятник Дмитру Бортнянському в Глухові (1999), скульптор — І. А. Коломієць

Капельме́йстер (нім. Kapellmeister) також застос. капельма́йстер — посада, відповідальна за репертуар, підбір музик, і аранжування та написання нових творів для хору чи оркестру.
До XVI століття переважно йшлося про церковну музику (фр. la chapelle — нім. Die Kapelle — «каплиця»). Під час розвитку бароко, окрім керування колективом музик, капельмейстер також мав писати твори приурочені до різних урочистостей. Так, Йозеф Гайдн, бувши капельмейстером у князя Естергазі, більшу частину своїх творів написав для княжих придворних концертів. Функції капельмейстера виконував Йоганн Себастьян Бах — капельмейстер у 20-х роках XVIII століття у Веймарі, Георг Фрідріх Гендель також обіймав цю посаду в герцога Гановерського, В. А. Моцарт при дворі австрійського імператора — його посада на тамтешній лад іменувалась «камерний композитор» (нім. Kammercompositeur). З вітчизняних композиторів особливо варто відзначити Дмитра Бортнянського, що перебував на посаді капельмейстра при дворі Павла I.
У наш час[коли?] термін «Kapellmeister» витіснений терміном «диригент» (dirigent). Проте інколи застосовується стосовно головних диригентів, в обов'язки яких входить не тільки диригування, а й відповідальність за концертну політику оркестру в цілому, а також, у ряді країн, до військових диригентів. Наприклад, музичний директор Лейпцизького оркестру Ґевандгауса зберігає традиційну назву Gewandhauskapellmeister.